# Joseph Lau
Joseph Lau, de son vrai nom Lau Luen-hung (chinois simplifié : 劉鑾雄, né le 19 juillet 1951), est un homme d'affaires hongkongais, ancien président du promoteur immobilier Chinese Estates Group (en). Sa fortune est estimée par Forbes à 13,3 milliards US$ en 2023.
En 2014, il est condamné à Macao pour corruption et blanchiment d'argent. Il profite cependant du fait que Hong Kong et Macao n'ont pas de traité d'extradition pour ne pas purger sa peine et reste un fugitif au regard de la justice de Macao.

## Biographie
Né en 1951, Lau a un frère cadet, Thomas (en), et deux sœurs cadettes. Il fait ses études à l'université de Windsor au Canada avant de rejoindre l'entreprise familiale de fabrication de ventilateurs électriques en 1974. En 1978, il renomme la société Evergo Industrial Enterprise. En 1982, la société procède à une introduction en bourse à Hong Kong. En 1985, Lau déplace l'orientation commerciale d'Evergo vers les services de détention d'investissements et de gestion immobilière.
Il devient l'actionnaire majoritaire de Chinese Estates Holdings (en) lorsqu'il acquiert une participation de 43 % dans la société via Evergo en 1986. À partir de là, il élargit ses investissements immobiliers grâce à une série d'acquisitions. En 2000, il acquiert une participation de 67 % dans Chi Cheung Investment
Chinese Estates Holdings lance le projet de The ONE (en), le plus haut complexe commercial de Hong Kong, qui ouvre ses portes en 2010. En 2017, Lau offre la propriété à sa femme Kimbie Chan et à leurs enfants.
En mars 2014, Lau démissionne de ses fonctions de président-directeur général de Chinese Estates après qu'un tribunal de Macao l'ait reconnu coupable de corruption et de blanchiment d'argent. Son fils Lau Ming-wai accède à la présidence de l'entreprise, et Sue Chan, la sœur aînée de l'épouse de Lau, Kimbie, devient directrice générale.

## Collections d'art et de vin
Collectionneur d'art passionné, Lau se classe dans la liste des « 200 meilleurs collectionneurs » d'ARTnews. En 2017, Forbes estime la valeur totale de sa collection d'art à environ 1 milliard US$.
Lau achète l'œuvre Everything Must Go (1984) de Jean-Michel Basquiat pour 250 000 US$ dans les années 1990. En 2006, il achète Mao (1977) d'Andy Warhol, un portrait de Mao Zedong, pour 17,4 millions US$ chez Christie's. En 2007, il achète Te Poipoi (Le Matin) (1892) de Paul Gauguin, une toile d'une scène tahitienne, pour 39,2 millions US$ chez Sotheby's.
En février 2020, Lau met en vente sa toile de David Hockney, The Splash (en) (1966), à la vente d'art contemporain Sotheby's à Londres. Le tableau part pour 29,9 millions US$, ce qui est le troisième prix le plus élevé jamais atteint pour un Hockney aux enchères.
Lau possède une collection de plus de 10 000 bouteilles de vin rouge. En octobre 2020, la vente de vins français de Lau chez Sotheby's à Hong Kong rapporte un total de 6,8 millions US$, soit plus que le double des attentes de prévente. À la suite de ce succès, Lau met en vente de nouveau 147 lots (533 bouteilles au total) chez Sotheby's à Hong Kong,. La vente rapporte un total de 6,8 millions US$, doublant également son estimation de prévente.

## Famille
Lau épouse Bo Wing-kam (1954-2003) en 1977. Ils divorcent en 1992. Ils ont deux enfants : un fils, Lau Ming-wai (né en décembre 1979) et une fille Jade Lau Sau-yung (née en 1983). En 2008, la femme de Lau Ming-wai donne naissance à des jumeaux, les petits-enfants aînés de Lau. Lau Ming-wai, citoyen britannique, est vice-président du Chinese Estates Group (en) et est à la fois président de la Commission gouvernementale sur la jeunesse et membre du comité directeur du Fonds de soins communautaires (en) de 10 milliards HK$, créé en 2010. Il est un ancien membre de la Commission sur la pauvreté. En 2011, il fait partie de l'équipe électorale d'Henry Tang pour l'élection du chef de l'exécutif de Hong Kong de 2012.

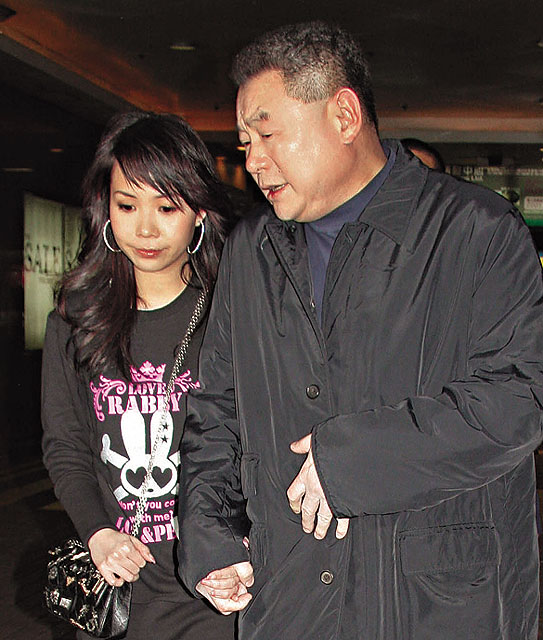
Joseph lau et en 2011.

Lau a cinq autres enfants hors mariage avec deux femmes, deux avec Yvonne Lui (en) et trois avec Kimbee Chan (alias Chan Hoi-wan).
En mai 2007, Lau s'est révélé être parmi les sept premiers acheteurs d'un Boeing 787 Dreamliner à usage privé.
En 2009, Lau achète un diamant bleu de 7,03 carats pour sa fille Joséphine, qu'il renomme l'« Étoile de Joséphine », chez Sotheby's pour 9,5 millions US$.
En novembre 2015, Lau achète deux diamants pour sa fille de 7 ans, Joséphine,. Le 10 novembre, il achète un diamant rose de 16,08 carats chez Christie's pour 28,5 millions US$. Le lendemain, achète un diamant bleu de 12,03 carats chez Sotheby's pour 48,4 millions de dollars, établissant de nouveaux records du bijou le plus cher vendu aux enchères et du diamant le plus cher de tous les temps. Il les renomment « Sweet Josephine (en) » et « Blue Moon of Josephine (en) », d'après sa fille.
Le 7 décembre 2016, Lau épouse Kimbee Chan à Hong Kong. En 2017, invoquant de graves problèmes de santé, le magnat des affaires transfère ses parts de 75 % dans Chinese Estates à sa nouvelle épouse et à son fils.

## Problèmes juridiques
Le 31 mai 2012, la Cour d'appel final de Macao (en) confirme que Lau et Steven Lo (en) sont impliqués dans l'affaire de pots de vin de 20 millions HK$ à l'ancien chef des travaux publics de Macao Ao Man-long (en) pour l'acquisition de cinq terrains situés face à l'aéroport international de Macao. Lau et Lo sont accusés de corruption et de blanchiment d'argent. Ils nient tous les deux les accusations et Lo déclare au tribunal que les 20 millions HK$ étaient un paiement préliminaire à l'entreprise de construction San Meng Fai.
Le 14 mars 2014, Lau et Lo sont reconnus coupables des charges retenues contre eux par le tribunal de première instance de Macao. Lau est condamné à cinq ans et trois mois de prison, mais il fait appel. Cependant, le 19 juillet 2015, le tribunal rejette son appel et celui de Lo et maintient ses condamnations. Lau a jusqu'à présent échappé à l'extradition et reste un fugitif en liberté, car Macao et Hong Kong n'ont pas de traité d'extradition.